# Grön levermosskål
Grön levermosskål (Mniaecia jungermanniae) är en svampart som först beskrevs av Elias Fries, och fick sitt nu gällande namn av Jean Louis Emile Boudier 1907. Grön levermosskål ingår i släktet Mniaecia och familjen Helotiaceae.  Arten är reproducerande i Sverige. Inga underarter finns listade i Catalogue of Life.